# Холодовська Наталія Георгіївна
Наталія Георгіївна Холодовська (рос. Холодовская Наталья Георгиевна; нар. 8 березня 1928, Москва) — російська художниця.

## Біографія
Народилася 8 березня 1928 року в місті Москва. Закінчила художнє відділення Московського поліграфічного інституту в 1951 році. З 1965 року ілюструвала дитячі книги. З 1970-х рр. працює в станковому живописі в техніці пастелі. З 1971 року член Московської Спілки художників. Постійна учасниця московських, російських і міжнародних виставок.
Роботи знаходяться в Музеї сучасного мистецтва міста Падуя, Італія, а також в приватних зібраннях в Росії, Франції, Італії, Швейцарії, Японії.